# Коминтерн (Шумерлинский район)
Коминте́рн (чув. Коминтерн) — посёлок в Шумерлинском районе Чувашской Республики, входит в Краснооктябрьское сельское поселение.

## География
Расположен в верховье р. Мыслец, на расстояние в 126 км от Чебоксар, в 21 км от райцентра и ближайшей железнодорожной станции.

## История
Возник в 1927 г. как сельскохозяйственная артель и по некоторым сведениям носил название Пуушхут. В 1930 г. артель преобразована в колхоз «Коминтерн», по которой стали называть и поселок. В XX веке входил в состав: Вурнарского (1927—1935 гг.), Шумерлинского (1935—1965, и с 1966 г.) районов и Шумерлинского горсовета (1965—1966 г.).

## Население
| 2010 | 2012 |
| ---- | ---- |
| 8    | ↗17  |

## Инфраструктура
Функционирует КХФ «Молостов» (данные 2010 г.).